# Manuscritos de Saná

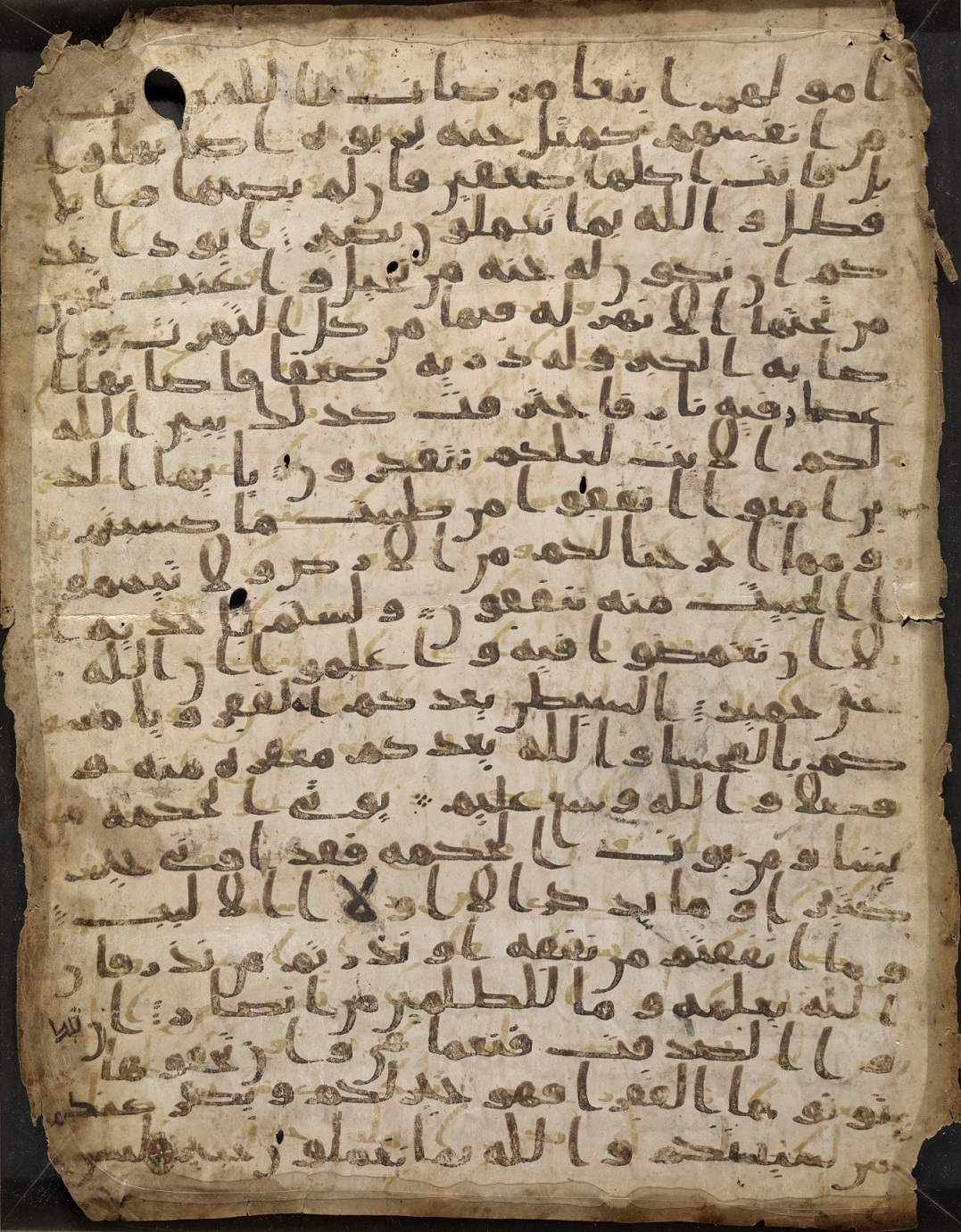
Página de uno de los Manuscritos de Saná.

Los manuscritos de Saná fueron encontrados en 1972 en Yemen y son considerados por algunos como la versión más antigua hasta ahora rastreada del Corán, el libro sagrado del islam, si bien, difiere ligeramente de la versión estándar de hoy en día de este libro. Aunque el texto ha sido fechado en las dos primeras décadas del siglo VIII, las pruebas realizadas con la técnica del carbono 14 indican que algunos rollos de esta colección proceden de los siglos VII y VIII.

## Descubrimiento y examen
En 1972, algunos trabajadores que restauraban una pared en el ático de madera de la Gran Mezquita de Saná (Al-Jāmiʿ al-Kabīr bi-Ṣanʿāʾ), en Yemen, encontraron por casualidad en ella grandes cantidades de antiguos manuscritos y pergaminos. Originalmente no tenían ninguna idea de lo que habían encontrado, hasta el punto que reunieron todos los documentos y los colocaron en el interior de una veintena de grandes sacos de patatas y fueron dejados en la escalera interior de uno de los minaretes de la mezquita.
Qadi Ismail al-Akwa', entonces presidente de las antigüedades de Yemen, se dio cuenta de que podía ser un importante descubrimiento inesperado y pidió ayuda internacional para investigar y preservar los fragmentos. En 1979 intercede para atraer a un investigador alemán, Gerd-Rüdiger Puin, quien a su vez convenció al gobierno de su país para organizar y financiar un proyecto de restauración.
Las pruebas realizadas con la técnica del carbono-14 a los pergaminos los datan en una oscilación entre el 645 y el 690 de nuestro calendario. Su edad real puede cambiar un poco, ya que el C-14 identifica el año de la muerte de un organismo vivo, pero ignora cuánto tiempo se puede gastar desde el inicio del proceso de degradación y la preparación final del manuscrito realizado por un copista.
Los Manuscritos de Saná son prácticamente contemporáneos a los inicios del islam y es considerado la versión coránica más antigua del mundo hasta ahora hallada. Tienen la particularidad de no seguir el orden de las azoras -o capítulos- impuesto por el califa Uthman hacia el año 650, según el cual las azoras se disponen por su longitud, de mayor a menor, sin seguir el orden cronológico en que fueron (según el islam) reveladas a Mahoma. Los Manuscritos de Saná son considerados dentro de la historia islámica los equivalentes a los manuscritos de Nag Hammadi en la historia del cristianismo o los manuscritos del Mar Muerto en el judaísmo.